# JAぎふリオレーナ
JAぎふリオレーナ（ジェイエイぎふリオレーナ）は、岐阜県岐阜市を本拠地とするぎふ農業協同組合（以下、JAぎふ）の女子バレーボールチームである。2025-26シーズンはV.LEAGUE WOMENに所属。

## 概要
1979年、岐阜県岐阜市のJAぎふにて福利厚生の一環として発足されたのが始まり。2012年V・チャレンジリーグ昇格。
チーム名『リオレーナ』とは、リオ（Rio=スペイン語で「川」の意）とレーナ（reina＝同じく「女王」の意）を組み合わせた造語で、岐阜県を流れる清流、長良川をイメージしている。JAぎふ職員による公募で決められ、当時所属選手であった中村早紀子の案が採用された。チームロゴにはJAぎふのイメージキャラクターである『みのっ太』が描かれている。
事務局は岐阜市のJAぎふ本店にあり、練習場は同市のJAぎふアグリパーク鈴ヶ坂である。ホームゲームもJAぎふアグリパーク鈴ヶ坂で開催されることがあり、その他岐阜県内の体育館などでも開催される。
GIFUNITE（ギフユナイト）に加盟。

## 歴史
1979年にJAぎふバレーボールチームとして創立。
地域リーグには第20回（2000年）に初参加し、2002年まで参加したが、その後しばらく参加しなかった。第67回国民体育大会がぎふ清流国体として2012年に開催することが決まったのを受け、それに向けての県の強化指定チームとなった。2008年より、地域リーグに再び参加した。
2009年10月に女子チーム2チーム目となるVリーグ機構準加盟チームとなった。
2010年、第30回地域リーグで初優勝を果たす。国民体育大会第31回東海ブロック大会予選では、V・プレミアリーグのトヨタ車体クインシーズを3-1で破る金星を挙げて本大会出場を果たす。
2011年2月、地域リーグに替わって開催されるようになった、第1回全国6人制リーグ総合優勝大会で全勝優勝を果たした。6月、Vリーグ準加盟チームとして初めてV・サマーリーグに出場し、チャレンジリーグ勢を相手に、1次リーグ第1ブロックで8チーム中4位の好成績を収めた。7月、第61回中部総合選手権大会では、準決勝でトヨタ車体を2-0で降して決勝進出を果たし、決勝でデンソーエアリービーズに1-2で敗れるもセットを奪い、プレミア勢相手に健闘して準優勝となった。8月、全日本クラブカップ女子選手権大会で優勝。
2012年1月、Vリーグ機構は条件付き（「全国6人制リーグ総合優勝大会」で優勝、ないしはそれに準ずる成績を収めた場合）で、2012/13シーズンより当チームをV・チャレンジリーグに昇格させることを内定したと発表した。そして、2月の同大会で全勝優勝を果たし、昇格内定の条件を満たした。7月に、V・チャレンジリーグ参入にあたり、チーム名を「JAぎふリオレーナ」とした。8月、全日本クラブカップ女子選手権大会で連覇。9月に、V・チャレンジリーグ昇格が正式に承認された。10月にはいよいよ強化対象の大会であるぎふ清流国体が開催され、1回戦で埼玉県（上尾メディックス）をフルセットで破るも、2回戦で山形県（パイオニアレッドウィングス）に1-3で敗れ、4強入りならず。5位決定戦で勝ち、5位で終えた。
初参戦となった2012/13V・チャレンジリーグは、6勝12敗の7位となった。2015/16シーズンに3位の好成績を残す。
2018-19シーズン、新生V.LEAGUEのDIVISION2(V2)に参入。V2初年度で準優勝を果たし、V・チャレンジマッチ（入替戦）出場を決めた。V・チャレンジマッチではPFUブルーキャッツに連敗となりV1昇格はならなかった。
2020-21シーズン、新型コロナウイルス感染症流行による緊急事態宣言が2021年1月に岐阜県でも発令され、23日から2月上旬まで試合出場を辞退。緊急事態宣言が1ヶ月間延長になったため、残り全試合の出場を辞退し、その時点でシーズン終了となった。最終順位は5位。
2021年、2020-21シーズン終了をもって椿本真恵が監督を退任し総監督に就任。6シーズン椿本の下でコーチをしていた鈴木智大が監督に昇格した。
2021-22シーズンも、新型コロナウイルス感染症流行の影響を受け、組合の以降により、2022年1月以降の全試合を欠場することとなり、当年度は規定により欠場した試合が不戦敗となり、10チーム中9位での終了となった。
2022年、岐阜県を拠点としてトップリーグで活躍する他の12チーム（FC岐阜など）と共に、全チームが提携して地域活性化やスポーツ人口の増加を目指す組織「GIFUトップチームUNITE」（略称：GIFUNITE、ギフユナイト）を4月26日に発足した。
2025年、鈴木智大が監督を退任。新監督には前年からコーチを務めた川口太一が就任。

## 成績

### 主な成績
- 2010年 - 第30回地域リーグ優勝、第65回国民体育大会 本戦出場
- 2011年 - 第1回全国6人制リーグ総合優勝大会優勝 (PDF) 、第61回中部日本6人制総合選手権大会 準優勝 (PDF) 、平成23年度 全日本6人制クラブカップ選手権大会優勝[27]
- 2012年 - 第2回全国6人制リーグ総合優勝大会優勝 (PDF)

チャレンジリーグ、チャレンジリーグI、 V.LEAGUE DIVISION2 WOMEN
- 優勝なし
- 準優勝なし

黒鷲旗全日本選抜大会
- 優勝なし
- 準優勝なし

### 年度別成績

#### V・プレミアリーグ / V・チャレンジリーグ
| 所属        | 年度    | 最終 順位 | 参加 チーム数 | レギュラーラウンド | レギュラーラウンド | レギュラーラウンド | レギュラーラウンド | ポストシーズン | ポストシーズン | ポストシーズン |
| 所属        | 年度    | 最終 順位 | 参加 チーム数 | 順位               | 試合               | 勝                 | 敗                 | 試合           | 勝             | 敗             |
| ----------- | ------- | --------- | ------------- | ------------------ | ------------------ | ------------------ | ------------------ | -------------- | -------------- | -------------- |
| チャレンジ  | 2012/13 | 7位       | 10チーム      | 7位                | 18                 | 6                  | 12                 | -              | -              | -              |
| チャレンジ  | 2013/14 | 8位       | 10チーム      | 8位                | 18                 | 6                  | 12                 | -              | -              | -              |
| チャレンジ  | 2014/15 | 5位       | 10チーム      | 5位                | 18                 | 7                  | 11                 | -              | -              | -              |
| チャレンジI | 2015/16 | 3位       | 8チーム       | 3位                | 21                 | 13                 | 8                  | -              | -              | -              |
| チャレンジI | 2016/17 | 7位       | 8チーム       | 7位                | 21                 | 8                  | 13                 | -              | -              | -              |
| チャレンジI | 2017/18 | 5位       | 7チーム       | 5位                | 18                 | 5                  | 13                 | -              | -              | -              |

#### V.LEAGUE (2018-2024)
| 所属      | 年度    | 最終 順位 | 参加 チーム数 | レギュラーラウンド | レギュラーラウンド | レギュラーラウンド | レギュラーラウンド | ポストシーズン | ポストシーズン | ポストシーズン | 備考            |
| 所属      | 年度    | 最終 順位 | 参加 チーム数 | 順位               | 試合               | 勝                 | 敗                 | 試合           | 勝             | 敗             | 備考            |
| --------- | ------- | --------- | ------------- | ------------------ | ------------------ | ------------------ | ------------------ | -------------- | -------------- | -------------- | --------------- |
| DIVISION2 | 2018-19 | 準優勝    | 10チーム      | 2位                | 18                 | 14                 | 4                  | 5              | 4              | 1              |                 |
| DIVISION2 | 2019-20 | 3位       | 8チーム       | 3位                | 21                 | 11                 | 10                 | -              | -              | -              |                 |
| DIVISION2 | 2020-21 | 5位       | 9チーム       | 5位                | 11                 | 6                  | 5                  | -              | -              | -              |                 |
| DIVISION2 | 2021-22 | 9位       | 10チーム      | 9位                | 18                 | 5                  | 13                 | -              | -              | -              | 不戦敗8を含む。 |
| DIVISION2 | 2022-23 | 6位       | 11チーム      | 6位                | 20                 | 10                 | 10                 | -              | -              | -              |                 |
| DIVISION2 | 2023-24 | 4位       | 10チーム      | 4位                | 18                 | 12                 | 6                  | -              | -              | -              |                 |

#### SV.LEAGUE / V.LEAGUE
| 所属     | 年度    | 最終 順位 | 参加 チーム数 | レギュラーラウンド | レギュラーラウンド | レギュラーラウンド | レギュラーラウンド | ポストシーズン | ポストシーズン | ポストシーズン | 備考 |
| 所属     | 年度    | 最終 順位 | 参加 チーム数 | 順位               | 試合               | 勝                 | 敗                 | 試合           | 勝             | 敗             | 備考 |
| -------- | ------- | --------- | ------------- | ------------------ | ------------------ | ------------------ | ------------------ | -------------- | -------------- | -------------- | ---- |
| V.LEAGUE | 2024-25 | 7位       | 11チーム      | 7位                | 28                 | 12                 | 16                 | -              | -              | -              |      |

## 選手・スタッフ(2025-26)

### 選手
| 背番号                                                                           | 名前     | シャツネーム | 生年月日（年齢）       | 身長 | 国籍 | Pos | 在籍年  | 前所属           | 備考     |
| -------------------------------------------------------------------------------- | -------- | ------------ | ---------------------- | ---- | ---- | --- | ------- | ---------------- | -------- |
| 1                                                                                | 高石明美 | TAKAISHI     | 1998年12月22日（26歳） | 172  | 日本 | OH  | 2021年- | 東北福祉大学     |          |
| 2                                                                                | 石崎愛香 | ISHIZAKI     | 2002年5月18日（23歳）  | 171  | 日本 | OH  | 2025年- | 桜美林大学       | 新人     |
| 3                                                                                | 熊沢美月 | KUMAZAWA     | 2001年4月30日（24歳）  | 170  | 日本 | OH  | 2024年- | 至学館大学       |          |
| 4                                                                                | 皆川莉乃 | MINAGAWA     | 1999年2月24日（26歳）  | 174  | 日本 | MB  | 2021年- | 東京女子体育大学 |          |
| 5                                                                                | 山本裕香 | YAMAMOTO     | 1992年6月25日（33歳）  | 170  | 日本 | OP  | 2015年- | 至学館大学       |          |
| 6                                                                                | 高澤理子 | TAKAZAWA     | 2003年1月1日（22歳）   | 166  | 日本 | OH  | 2025年- | 京都産業大学     | 新人     |
| 7                                                                                | 加藤萌   | KATOH        | 1999年8月5日（25歳）   | 152  | 日本 | L   | 2022年- | 園田学園女子大学 | 主将     |
| 8                                                                                | 中尾千尋 | NAKAO        | 2001年1月28日（24歳）  | 162  | 日本 | S   | 2023年- | 岐阜協立大学     |          |
| 9                                                                                | 柿本美琴 | KAKIMOTO     | 2001年1月24日（24歳）  | 170  | 日本 | OH  | 2023年- | 鈴鹿大学         |          |
| 10                                                                               | 石倉愛梨 | ISHIKURA     | 2000年11月10日（24歳） | 169  | 日本 | OP  | 2023年- | 芦屋大学         |          |
| 13                                                                               | 水野梨加 | MIZUNO       | 2000年5月16日（25歳）  | 172  | 日本 | OH  | 2023年- | 千里金蘭大学     |          |
| 14                                                                               | 北山佳月 | KITAYAMA     | 2001年10月27日（23歳） | 173  | 日本 | MB  | 2024年- | 帝塚山大学       |          |
| 15                                                                               | 森愛可   | MORI         | 2002年10月30日（22歳） | 166  | 日本 | S   | 2025年- | 園田学園女子大学 | 新人     |
| 16                                                                               | 佐藤麗奈 | RENA         | 2000年12月31日（24歳） | 172  | 日本 | OP  | 2025年- | 仙台             | 移籍加入 |
| 17                                                                               | 古屋七夕 | FURUYA       | 2003年2月26日（22歳）  | 164  | 日本 | L   | 2025年- | 大阪国際大学     | 新人     |
| 18                                                                               | 那須彩香 | NASU         | 2001年4月2日（24歳）   | 180  | 日本 | MB  | 2024年- | 京都橘大学       |          |
| 出典：チーム新体制リリース チーム公式サイト Vリーグ公式サイト 更新：2025年7月9日 |          |              |                        |      |      |     |         |                  |          |

### スタッフ
| 役職                                                                              | 名前       | 備考 |
| --------------------------------------------------------------------------------- | ---------- | ---- |
| ゼネラルマネージャー                                                              | 南谷武司   |      |
| チーフマネジメント                                                                | 飯沼堅司   |      |
| マネジメントディレクター                                                          | 高橋昂大   |      |
| チームアドバイザー                                                                | 椿本真恵   |      |
| 広報・プロモーション                                                              | 宮井遥     |      |
| ヘッドコーチ                                                                      | 川口太一   | 外部 |
| コーチ                                                                            | 上田恭輔   |      |
| アナリスト                                                                        | 山口美空   |      |
| トレーナー                                                                        | 村橋喜代久 | 外部 |
| トレーナー                                                                        | 廣井寛大   | 外部 |
| マネージャー                                                                      | 紅瀬真希   |      |
| 出典：チーム新体制リリース チーム公式サイト Vリーグ公式サイト 更新：2025年5月21日 |            |      |

## 在籍していた主な選手
- 加藤理絵
- 西山由樹
- 正里菜
- 塩崎葵葉